# 富山市科学博物館
富山市科学博物館（とやましかがくはくぶつかん、Toyama Science Museum）は、富山県富山市西中野町にある、おもに富山の自然の特徴をテーマにした自然科学と宇宙科学を紹介し楽しく分かりやすく学ぶことを目的にした公立博物館。日本博物館協会、富山県博物館協会会員。

## 概要
1976年（昭和51年）10月1日に「富山市科学文化センター建設準備事務局」が発足し、1977年（昭和52年）1月に基本構想が策定。1979年（昭和54年）11月23日に、旧富山刑務所跡に整備された城南公園の一角に「富山市科学文化センター」として設立された。地下1階、地上3階、塔屋2階建て、延床面積約5,636m2の鉄筋コンクリート造の建物で、約2,687m2の敷地にて建設された。この時に設置されたプラネタリウムは当時としては最新・最大クラスのものであった。
1998年（平成10年）1月29日にはホームページが開設された。
1992年（平成2年）3月24日のリニューアルをはじめ何度かのリニューアルを経て2007年（平成19年）7月13日の大規模な館内リニューアルに伴い、名称も「富山市科学博物館」に変更し、より博物館としての機能を充実させた。展示方法は体験・体感展示とし、科学を身近に感じながら学べるようになっている。3階にはプラネタリウムを設置している。2016年（平成28年）12月28日まで、隣接して富山県立近代美術館が所在した。また、2021年（令和3年）3月31日をもって廃止となった富山市天文台を付属施設としていた。
2025年（令和7年）3月、『サイエンス・ラボ』が新設され、3月22日および3月23日にオープニングイベントが催される。

## 展示室
1階から3階の3層に分かれた展示室は、それぞれのテーマに沿って分かりやすく展示されている。

### とやま・時間のたび（1階）

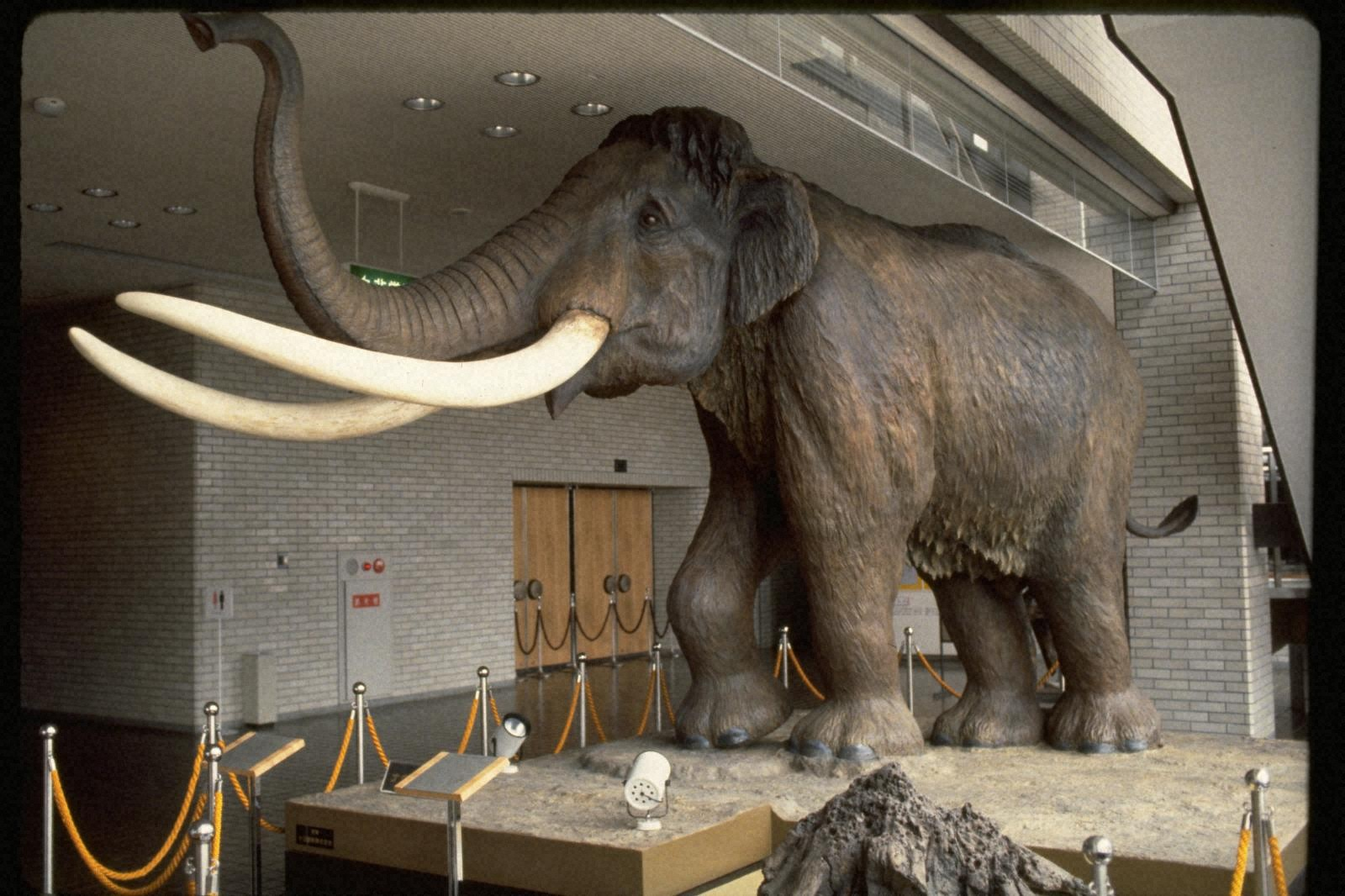
ナウマンゾウ模型

富山県の地形の成り立ちとそこで育まれた自然、生物、またそこで暮らす人々との関わりを紹介。
岩石や化石標本を年代別に展示している。
また1992年（平成4年）3月24日にティラノザウルスのロボット（アニマトロニクス、全長6m）が初設置された。2007年（平成19年）には新たに「ティラちゃん」が設置され、現在も展示されている。
- 富山にいたナウマンゾウ – 昔富山にも生息したナウマンゾウの紹介。骨格標本と生体模型が展示されている。

### とやま・空間のたび（2階）
富山県の地形の大きな特徴である3000m級の立山連峰から「あいがめ」と呼ばれる水深1000mにも及ぶ富山湾で起る自然現象を、高山・山地・丘陵と平野・河川・海の5ゾーンに分け分かりやすく解説、またそこに生息する生物などを紹介。
- おもしろ実験ひろば – 科学文化センター時代の理工展示を継承したもので、子供から大人まで自分で実験装置をさわって体験し科学に興味をもってもらうコーナー。

「強風体験装置」・「ダイヤモンドダスト発生装置」・「雲のシアター」など
- 富山湾でも見られるツチクジラの骨格標本展示
- とやま・ノーベル賞受賞者コーナー – ノーベル賞受賞者である富山市出身の田中耕一、少年時代を富山で過ごした利根川進、富山市在住の梶田隆章3氏の紹介コーナー。
- 特別展示室

### 宇宙へのたび（3階）
最新の宇宙の姿や隕石などの紹介。宇宙旅行シミュレーションなどもある。
- プラネタリウム – デジタル式投影機 1基[9]、光学式投影機 1基[10]
  - 座席 - 175席[10]

土曜の夜にイブニングプラネタリウム、日曜の昼にスペシャル・ライブプラネタリウムなどを行っている。
時間ごとに複数の番組を上映　上映時間　約35-45分
2022年10月よりプラネタリウムの更新を進めていたが、2023年3月16日にリニューアルされた。現在のデジタル投影機を新しく更新、新たに光学式の投影機も導入し2基体制とし、2基組み合わせての投影も可能となる。また座席は新たにペアシート4席、フラットシート4席を設け、座席数は242席から175席となった。事業費は3億2460万。

## 収蔵品
収蔵品は学芸員収集品、寄贈品など合わせ、富山の自然に関連した資料を中心に標本類約46万点、図書雑誌類約6万点。
主なコレクション
- 大田弘・進野久五郎（富山県産植物コレクション）
- 菊地勘左ェ門・高柳博（富山湾産貝類コレクション）
- 津田禾粒（マングローブ産貝類コレクション）
- 宮本望（貝類コレクション）
- 田中忠次（富山県産昆虫コレクション）
- 田中晋（魚類コレクション）
- 加藤隆（飛騨地域産岩石コレクション）
- 杉田敏次（ボリビア産化石コレクション）
- 西永奬（走査型電子顕微鏡(SEM)によるアートコレクション 約4,200点）2017年（平成29年）3月より[11]

など

## アクセス
富山地方鉄道バス
- 富山駅南口より
  - 西中野口（城南公園前）バス停下車 徒歩約1分

富山地方鉄道富山軌道線
- 西中野停留場下車 徒歩約7分

市内周遊ぐるっとBUS南回りルート（毎日6便） 「科学博物館」バス停下車 徒歩約1分
富山市科学博物館を含む、富山市市街地の美術館・博物館・観光施設を巡る周遊バス。